# Traps de Paraná y Etendeka

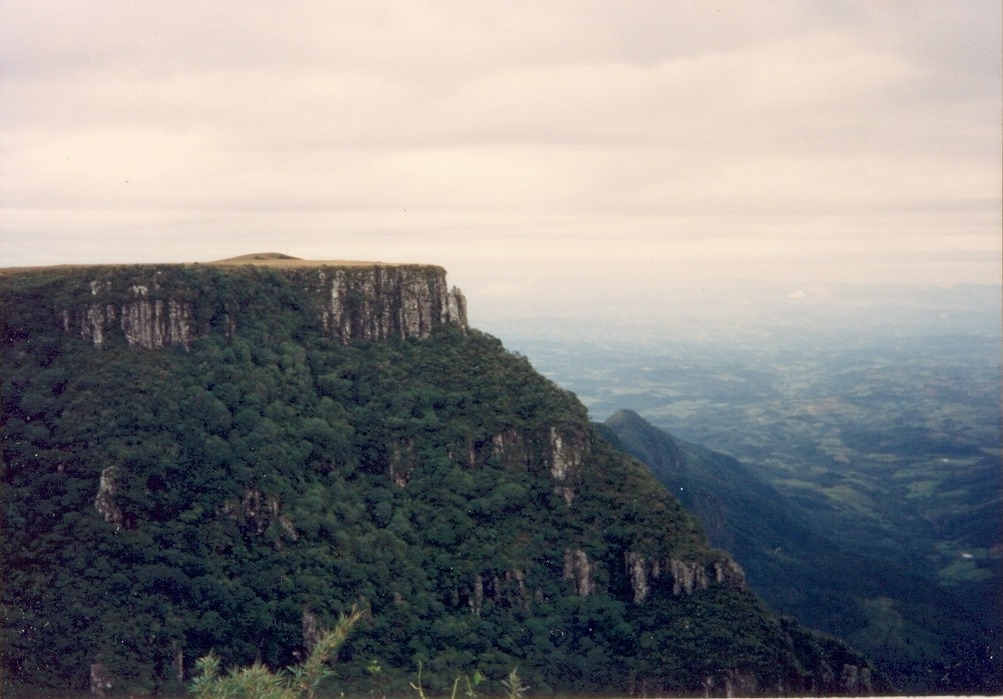
Escarpe en los traps de Paraná, en Rio do Rastro (Santa Catarina). El acantilado visible está compuesto de una sucesión rica en sílice que se produjo en las fases finales del vulcanismo en que originó los traps de Paraná.

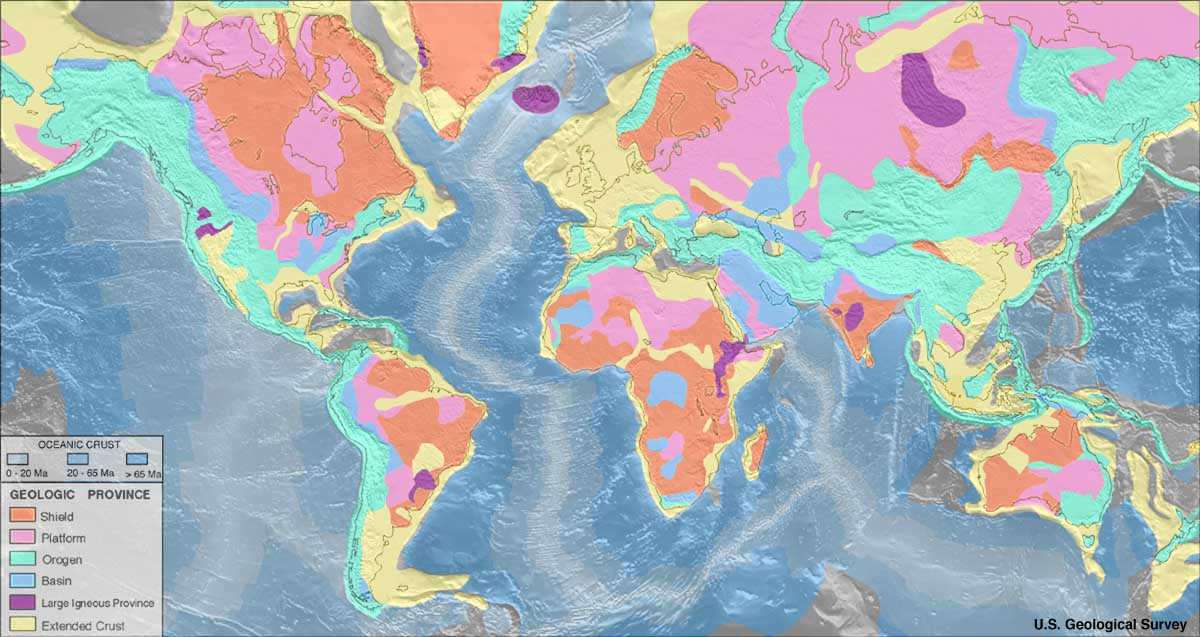
Los traps de Paraná y Etendeka se muestran en púrpura en un mapa geológico de Sudamérica

Los traps de Paraná-Etendeka (o meseta de Paraná y Etendeka, o provincia de Paraná y Etendeka) constituyen una gran provincia ígnea que comprende tanto los principales traps de Paraná (en la cuenca del Paraná, una cuenca geológica de Sudamérica) así como las porciones más pequeñas talladas de los basaltos de inundación hasta los traps de Etendeka (en el noroeste de Namibia y el suroeste de Angola). Los flujos de basalto originales ocurrieron hace entre 128 hasta 138 millones de años. La provincia tiene una superficie de post-flujo de 1 500 000 km² y un volumen original que se piensa es superior a 2 300 000 km³.

## Geodinámica
Las muestras de basalto en Paraná y Etendeka tienen una edad de alrededor de 132 Ma, durante la etapa Valanginiense del Cretácico inferior.
Indirectamente, la dislocación y extensión fueron probablemente el origen de los traps de Paraná y Etendeka y podrían ser el origen de las islas Gough y de Tristán de Acuña, ya que están conectadas por la cadena Walvis (punto caliente Gough/Tristán). Los montes submarinos de la subida de Río Grande (25°S a 35°S) que van hacia el este desde el lado de Paraná, son parte de este sistema de traps.

## Descripción
Las interpretaciones geoquímicas, incluidas las referentes a los isótopos, han llevado a los geólogos a concluir que los magmas que forman los traps y las rocas ígneas asociadas se originaron al derretirse el manto astenósfico debido a la llegada de una pluma mantélica hasta la base de la litosfera de la Tierra. Luego, gran parte del magma fue contaminado con materiales de la corteza antes de su erupción. Algunas rocas plutónicas relacionadas con los traps escaparon a la contaminación de la corteza reflejando más directamente la fuente de los magmas en el manto.
En algunas partes de los traps se encuentra un tipo de roca llamada ignimbrita que indica actividad volcánica explosiva. Los traps de Paraná posiblemente contengan el sitio de la erupción volcánica explosiva más grande conocida en la historia de la Tierra.
Un tipo de roca denominada ignimbrita fue encontrada en algunas partes de los traps, indicando una actividad volcánica explosiva. Los traps del Paraná son posiblemente el sitio donde ocurrió la mayor erupción volcánica de la historia de la Tierra.